# ماوانلا
ماوانلا (به لاتین: Mawanella) یک منطقهٔ مسکونی در سری‌لانکا است که در استان ساباراگامووا واقع شده‌است. ماوانلا ۱۱۸ کیلومتر مربع مساحت و ۱۱۱٬۷۲۷ نفر جمعیت دارد.